# La banda dell'auto nera
La banda dell'auto nera (Rue des Saussaies) è un film del 1952 diretto da Ralph Habib.

## Trama
Una banda realizza una serie di rapine a Parigi e nei dintorni, segno distintivo una grande auto scura che permette una rapida fuga.
La banda è guidata da Brasier, il titolare di un locale notturno. L'uomo è innamorato di Jeanette, una cantante del suo locale e per amor suo ha assunto anche il fratello. Il ragazzo però inizia ad avere dei sospetti e viene ucciso dalla banda.
Nonostante l'apparenza di un suicidio l'ispettore Leblanc decide di indagare più a fondo, rivela a Jeanette i suoi sospetti e le chiede aiuto per essere introdotto tra le amicizie di Brasier. Il piano funziona perfettamente e l'ispettore che si fa chiamare Pierrot diventa membro della banda criminale. Purtroppo un vecchio affiliato, incarcerato proprio da Leblanc, evade di prigione e scopre l'inganno. In un confronto serrato, quando tutto sembra ormai perduto, Jeanette uccide Brasier e Leblanc viene salvato dai colleghi che riescono a mettere le manette al resto della banda.